# قلبي عليك حبيبتي
قلبي عليكِ حبيبتي هو الديوان الشعري الثاني للشاعر والكاتب أيمن العتوم، والصادر عَـن المؤسسة العربية للدراسات والنشر لعام 2013. يَصِـف الشاعِـر ديوانه على أنّـه « يجمع بين التصوّف الفلسفي، والحبّ، والحرية. »، « محاولات صوفيّة في عالَمٍ يضجّ بالماديّة المُغرِقة!! »، « المزج بين الروح والجسد في التعبير الشعري. الانحياز إلى المرأة وعالمها المسحور أكثر!! ».
وصفته الصحافة الأردنية: «يتميّز الدّيوان بأنّه جمع أطيافًا متعدّدة من الموضوعات والمضامين، فبينما احتلّت المرأة نصفه الأرقّ، احتلّ التّصوّف والوطن نصفه الأشفّ. وقد اعتمدت لغة الدّيوان على الشّعريّة المنسوجة من التّراث والفكر الصّوفيّ والوشاح العِشقيّ. » 

يَـضُمّ الدّيوان (25) قصيدة، موزَّعة على (132) صفحة، بدأتْ القصائد بـ (نِصفان)، وانتهت بـ (احتفاليّة الموت)، والقصائد الواردة في هذا الديوان مكتوبة بين الأعوام 1994 و 2004 كما أرَّخها الكاتِـب.
في قصيدته الأولى بعنوان نِـصفان يكتُـب:
هُـنا غابَ نصفي
ونصفي الّذي فيه ما زلتُ حيّاً
لَهُ نصفهُ في الحياةِ، ونصفٌ لحَتفِ
وما زِلـتُ أذكُـر أيّـامي الخالياتِ
ويربعُ في الصَّـدر خَوفي
وما زِلـت رغم دهور المنيّـةِ..
أنظُـر خَلفي 
لعلِّـي... لعلِّـي... لعلِّـي سأُبصـر نصفي...
وفي قصيدته الأخيرة لهذا الديوان بعنوان احتفاليّـة الموت يكتُـب:
الفَـنّ أقوى من الموت...
والرُّوح أقوى من الرِّيح...
والحُلـمُ تخنُـقه اللدغَة الشارِدة...
وهذا التداخُـل بينَ حياتِـك والمَوت؛ 
هُوَ الفنُّ في لحظَـة خالِدة...
وتبقى القصيدَةُ فوقَ القبور علامَتَك الشّـاهدة 